# NGC 4129
NGC 4129 (ook: NGC 4130) is een balkspiraalstelsel in het sterrenbeeld Maagd. Het hemelobject werd op 3 maart 1786 ontdekt door de Duits-Britse astronoom William Herschel.

## Synoniemen
- MCG -1-31-6
- IRAS 12063-0845
- PGC 38580